# تاکویا جینو
تاکویا جینو (انگلیسی: Takuya Jinno؛ زادهٔ ۱ ژوئن ۱۹۷۰) بازیکن سابق فوتبال اهل ژاپن است.
از باشگاه‌هایی که در آن بازی کرده‌است می‌توان به باشگاه فوتبال توکیو، باشگاه فوتبال ویسل کوبه و باشگاه فوتبال یوکوهاما مارینوس اشاره کرد.